# Liste der Bodendenkmäler in Berg bei Neumarkt in der Oberpfalz
Auf dieser Seite sind die Bodendenkmäler in der Oberpfälzer Gemeinde Berg bei Neumarkt in der Oberpfalz zusammengestellt. Diese Tabelle ist eine Teilliste der Liste der Bodendenkmäler in Bayern. Grundlage ist die Bayerische Denkmalliste, die auf Basis des Bayerischen Denkmalschutzgesetzes vom 1. Oktober 1973 erstmals erstellt wurde und seither durch das Bayerische Landesamt für Denkmalpflege geführt wird. Die folgenden Angaben ersetzen nicht die rechtsverbindliche Auskunft der Denkmalschutzbehörde.

## Bodendenkmäler der Gemeinde Berg bei Neumarkt in der Oberpfalz

### Gemarkung Berg b.Neumarkt i.d.OPf.
| Lage                                | Objekt | Akten-Nr.     | Bild |
| ----------------------------------- | --- | ------------- | ---- |
| Berg b.Neumarkt i.d.OPf. (Standort) | Mesolithische Freilandstation, urnenfelderzeitliche Siedlung. | D-3-6634-0022 |      |
| Berg b.Neumarkt i.d.OPf. (Standort) | Vorgeschichtliche Siedlung. | D-3-6634-0024 |      |
| Berg b.Neumarkt i.d.OPf. (Standort) | Vorgeschichtliche Siedlung. | D-3-6634-0025 |      |
| Berg b.Neumarkt i.d.OPf. (Standort) | Mesolithische Freilandstation, urnenfelderzeitliche und latènezeitliche Siedlungen. | D-3-6634-0054 |      |
| Berg b.Neumarkt i.d.OPf. (Standort) | Mesolithische Freilandstation, Siedlung der Spätlatènezeit. | D-3-6634-0062 |      |
| Berg b.Neumarkt i.d.OPf. (Standort) | Archäologische Befunde des Mittelalters und der frühen Neuzeit im Bereich des ehemaligen Schlosses von Berg b. Neumarkt i.d.OPf.                                                                               | D-3-6634-0068 |      |
| Berg b.Neumarkt i.d.OPf. (Standort) | Archäologische Befunde des Mittelalters und der frühen Neuzeit im Bereich der Katholischen Pfarrkirche St. Vitus in Berg b. Neumarkt i.d.OPf., darunter die Spuren von Vorgängerbauten bzw. älterer Bauphasen. | D-3-6634-0075 |      |
| Berg b.Neumarkt i.d.OPf. (Standort) | Abgegangener mittelalterlicher Adelssitz. | D-3-6634-0076 |      |
| Berg b.Neumarkt i.d.OPf. (Standort) | Aufgelassener mittelalterlicher Friedhof und abgegangene Kapelle St. Peter in Berg b. Neumarkt i.d.OPf. | D-3-6634-0077 |      |
| Berg b.Neumarkt i.d.OPf. (Standort) | Archäologische Befunde des Mittelalters und der frühen Neuzeit im Bereich der Kapelle in Meilenhofen, darunter die Spuren von Vorgängerbauten.                                                                 | D-3-6634-0101 |      |
| Berg b.Neumarkt i.d.OPf. (Standort) | Mesolithische Freilandstation, vorgeschichtliche Siedlung. | D-3-6634-0126 |      |

### Gemarkung Hagenhausen
| Lage                   | Objekt                                               | Akten-Nr.     | Bild |
| ---------------------- | ---------------------------------------------------- | ------------- | ---- |
| Hagenhausen (Standort) | Teilstück der Kurbayerischen Landesdefensionslinien. | D-5-6634-0118 |      |

### Gemarkung Haimburg
| Lage                | Objekt                                                                      | Akten-Nr.     | Bild |
| ------------------- | --------------------------------------------------------------------------- | ------------- | ---- |
| Haimburg (Standort) | Archäologische Befunde im Bereich der mittelalterlichen Burgruine Haimburg. | D-3-6634-0074 |      |
| Haimburg (Standort) | Abgegangener spätmittelalterlicher Adelssitz.                               | D-3-6634-0129 |      |

### Gemarkung Hausheim
| Lage                | Objekt | Akten-Nr.     | Bild           |
| ------------------- | --- | ------------- | -------------- |
| Hausheim (Standort) | Mesolithische Freilandstation. | D-3-6634-0027 |                |
| Hausheim (Standort) | Mesolithische Freilandstation. | D-3-6634-0029 |                |
| Hausheim (Standort) | Mesolithische Freilandstation. | D-3-6634-0030 |                |
| Hausheim (Standort) | Abschnitt der Kurbayerischen Landesdefensionslinien (1702/1703).                                                                                           | D-3-6634-0064 |                |
| Hausheim (Standort) | Archäologische Befunde im Bereich der Katholischen Pfarrkirche Peter und Paul in Hausheim, darunter die Spuren von Vorgängerbauten bzw. älterer Bauphasen. | D-3-6634-0083 |                |
| Hausheim (Standort) | Erdbauten des Ludwig-Donau-Main-Kanals (1836–45). | D-3-6634-0144 | weitere Bilder |
| Hausheim (Standort) | Leitgraben des Ludwig-Donau-Main-Kanals (1836–45). | D-3-6634-0145 | weitere Bilder |
| Hausheim (Standort) | Leitgraben des Ludwig-Donau-Main-Kanals (1836–45). | D-3-6634-0146 | weitere Bilder |
| Hausheim (Standort) | Vorgeschichtliche Siedlung. | D-3-6634-0149 |                |

### Gemarkung Häuselstein
| Lage                   | Objekt | Akten-Nr.     | Bild |
| ---------------------- | --- | ------------- | ---- |
| Häuselstein (Standort) | Mesolithische Freilandstation.                                                                                   | D-3-6534-0009 |      |
| Häuselstein (Standort) | Wallanlage vor- und frühgeschichtlicher oder mittelalterlicher Zeitstellung.                                     | D-3-6634-0011 |      |
| Häuselstein (Standort) | Archäologische Befunde des Mittelalters und der frühen Neuzeit im Bereich des ehemaligen Edelsitzes in Wünricht. | D-3-6634-0125 |      |

### Gemarkung Litzlohe
| Lage                | Objekt                                                                                 | Akten-Nr.     | Bild |
| ------------------- | -------------------------------------------------------------------------------------- | ------------- | ---- |
| Litzlohe (Standort) | Abschnittsbefestigung vor- und frühgeschichtlicher Zeitstellung oder des Mittelalters. | D-3-6635-0127 |      |

### Gemarkung Loderbach
| Lage                 | Objekt | Akten-Nr.     | Bild |
| -------------------- | --- | ------------- | ---- |
| Loderbach (Standort) | Archäologische Befunde des Mittelalters und der frühen Neuzeit im Bereich der Katholischen Filialkirche St. Georg in Loderbach, darunter die Spuren von Vorgängerbauten bzw. älterer Bauphasen. | D-3-6634-0006 |      |
| Loderbach (Standort) | Mesolithische Freilandstation, vorgeschichtliche Siedlung. | D-3-6634-0057 |      |
| Loderbach (Standort) | Mesolithische Freilandstation, Bestattungsplatz oder Siedlung der Hallstattzeit. | D-3-6634-0063 |      |

### Gemarkung Oberölsbach
| Lage                   | Objekt | Akten-Nr.     | Bild |
| ---------------------- | --- | ------------- | ---- |
| Oberölsbach (Standort) | Mesolithische Freilandstation, Siedlungen der Jungsteinzeit und der Späthallstatt-/Frühlatènezeit. | D-3-6634-0014 |      |
| Oberölsbach (Standort) | Mesolithische Freilandstation, metallzeitliche Siedlung. | D-3-6634-0021 |      |
| Oberölsbach (Standort) | Mesolithische Freilandstation. | D-3-6634-0051 |      |
| Oberölsbach (Standort) | Mesolithische Freilandstation. | D-3-6634-0056 |      |
| Oberölsbach (Standort) | Archäologische Befunde des Mittelalters und der frühen Neuzeit im Bereich des ehemaligen Klosters Gnadenberg.                                                                                          | D-3-6634-0060 |      |
| Oberölsbach (Standort) | Mittelalterlicher Burgstall. | D-3-6634-0065 |      |
| Oberölsbach (Standort) | Mittelalterlicher Burgstall. | D-3-6634-0066 |      |
| Oberölsbach (Standort) | Teilstück der Kurbayerischen Landesdefensionslinien. | D-3-6634-0079 |      |
| Oberölsbach (Standort) | Archäologische Befunde des Mittelalters und der frühen Neuzeit im Bereich der Katholischen Filialkirche St. Willibald in Unterölsbach, darunter die Spuren von Vorgängerbauten bzw. älterer Bauphasen. | D-3-6634-0114 |      |

### Gemarkung Rasch
| Lage             | Objekt                                         | Akten-Nr.     | Bild |
| ---------------- | ---------------------------------------------- | ------------- | ---- |
| Rasch (Standort) | Abschnittsbefestigung des frühen Mittelalters. | D-5-6634-0026 |      |

### Gemarkung Sindlbach
| Lage                 | Objekt | Akten-Nr.     | Bild |
| -------------------- | --- | ------------- | ---- |
| Sindlbach (Standort) | Wallanlage vor- und frühgeschichtlicher Zeitstellung. | D-3-6634-0012 |      |
| Sindlbach (Standort) | Siedlung vor- und frühgeschichtlicher Zeitstellung. | D-3-6634-0033 |      |
| Sindlbach (Standort) | Verebnetes vorgeschichtliches Grabhügelfeld. | D-3-6634-0037 |      |
| Sindlbach (Standort) | Archäologische Befunde des Mittelalters und der frühen Neuzeit im Bereich der Katholischen Pfarrkirche St. Jakob in Sindlbach, darunter die Spuren von Vorgängerbauten bzw. älterer Bauphasen. | D-3-6634-0110 |      |
| Sindlbach (Standort) | Siedlung der Bronzezeit. | D-3-6634-0130 |      |

### Gemarkung Stöckelsberg
| Lage                    | Objekt | Akten-Nr.     | Bild |
| ----------------------- | --- | ------------- | ---- |
| Stöckelsberg (Standort) | Mittelalterlicher Burgstall mit dem ehemaligen Schloss Oberrohrenstadt. | D-3-6634-0009 |      |
| Stöckelsberg (Standort) | Mesolithische Freilandstation. | D-3-6634-0016 |      |
| Stöckelsberg (Standort) | Mesolithische Freilandstation, hallstattzeitliche Siedlung. | D-3-6634-0018 |      |
| Stöckelsberg (Standort) | Archäologische Befunde des Mittelalters und der frühen Neuzeit im Bereich der Katholischen Kirche St. Coloman in Oberrohrenstadt, darunter die Spuren von Vorgängerbauten bzw. älterer Bauphasen.                    | D-3-6634-0073 |      |
| Stöckelsberg (Standort) | Archäologische Befunde des Mittelalters und der frühen Neuzeit im Bereich der Katholischen Pfarrkirche St. Simon und Judas Thaddäus in Stöckelsberg, darunter die Spuren von Vorgängerbauten bzw. älterer Bauphasen. | D-3-6634-0112 |      |
| Stöckelsberg (Standort) | Mesolithische Freilandstation. | D-3-6634-0128 |      |
| Stöckelsberg (Standort) | Frühneuzeitliche Hofwüstung Eulenhof. | D-3-6634-0131 |      |
| Stöckelsberg (Standort) | Vorgeschichtliche Siedlung. | D-3-6634-0142 |      |